# Euchlaena oponearia
Euchlaena oponearia är en fjärilsart som beskrevs av Walker 1860. Euchlaena oponearia ingår i släktet Euchlaena och familjen mätare. Inga underarter finns listade i Catalogue of Life.